# Argyrolepidia fractus
Argyrolepidia fractus är en fjärilsart som beskrevs av Rothschild 1899. Argyrolepidia fractus ingår i släktet Argyrolepidia och familjen nattflyn. Inga underarter finns listade i Catalogue of Life.